# يحيى بن يحيى المتوكل
يحيى بن يحيى المتوكل (و. 1959 – م) هو سياسي ولد في صنعاء .

## التعليم
تعلم في جامعة صنعاء، ومدرسة طب جامعة شرق أنغليا، وجامعة ميريلاند (كوليج بارك)